# TV (film)
TV è un cortometraggio del 2008 diretto da Andrea Zaccariello. Il film ha ricevuto una Menzione speciale alla sceneggiatura ai Nastri d'argento 2010.

## Trama
Un'agenzia di recupero crediti di una grande città. Una sorta di purgatorio dei nostri tempi in cui si incontrano un uomo e una donna. Lei è un'impiegata capace, preparata, esperta, ma anche un po' cinica e disillusa, piena di quel pragmatismo che, come in tante donne, maschera e difende le frustrazioni di una vita. Lui è un omino sui cinquanta, dolce e malinconico, con duecentomila euro di debiti; un protestato senza più speranze, disperatamente alla ricerca di un'ultima possibilità, di una proroga per il portafoglio e per la vita. I ruoli sembrano chiari: lui vittima, lei carnefice. In quell'ufficietto desolato assistiamo a una lotta silenziosa, rispettosa, sottesa; ma anche violenta, lacerante. E tutti e due ci credono. Credono di raccontare e di ascoltare. Credono di commuovere e di commuoversi. Credono di ingannare e di capire. Credono di decidere. Non sanno, o non si accorgono più, che ormai un'altra divinità decide le loro mosse, possiede i loro cuori, vive le loro vite.

## Riconoscimenti
- Nastro d'argento
  - 2010 - Menzione speciale alla sceneggiatura
- CineShow angolo Aperitivo Corto
  - 2009 - Targa All Casting Magazine per il miglior casting
- Overlook Film Festival
  - 2009 - Miglior cortometraggio italiano
- Fano Film Festival
  - 2009 - Corti italiani, secondo premio
  - 2009 - Miglior attrice